# Franciszek Brandt
Franciszek Antoni Ignacy Ludwik Brandt herbu Przysługa (ur. 21 marca 1777 w Warszawie, zm. 21 września 1837 tamże) – lekarz.

## Życiorys
Syn Jana i Katarzyny z domu Gilauz. Oboje rodzice wcześnie zmarli. Opiekunowie oddali go na naukę do felczera. W 1794 rozpoczął naukę w nowo utworzonej szkole chirurgicznej. Dzięki wsparciu Fryderyka Spaetha, przyszłego teścia, rozpoczął naukę w berlińskiej pepinierze lekarskiej (wojskowa szkoła lekarzy). Po ukończeniu nauki i powrocie do Warszawy objął stanowisko profesora w szkole akuszerek oraz dyrektora nowo założonego instytutu położniczego.
W 1804 uzyskał doktorat w Halle. W 1808 był fizykiem miasta Warszawy oraz dyrektorem instytutu szczepienia ospy ochronnej. Wraz z A.F. Wolffem i Józefem Czekierskim był założycielem Akademii Lekarskiej w Warszawie. Nauczał w tej szkole anatomii, medycyny i weterynarii. W 1820 był jednym z członków założycieli Towarzystwa Lekarskiego, którego był wiceprezesem w latach 1824-1830 oraz prezesem w latach 1830-1837.
Brał udział w Powstaniu Listopadowym i został odznaczony złotym Krzyżem Virtuti Militari.
Był twórcą szpitala cholerycznego w Warszawie oraz służby medycznej w czasie epidemii.
Zmarł na apopleksję 21 września 1837 i został pochowany na warszawskich Powązkach (kwatera 13-5-1/2)(kwatera 13-2-13/14)

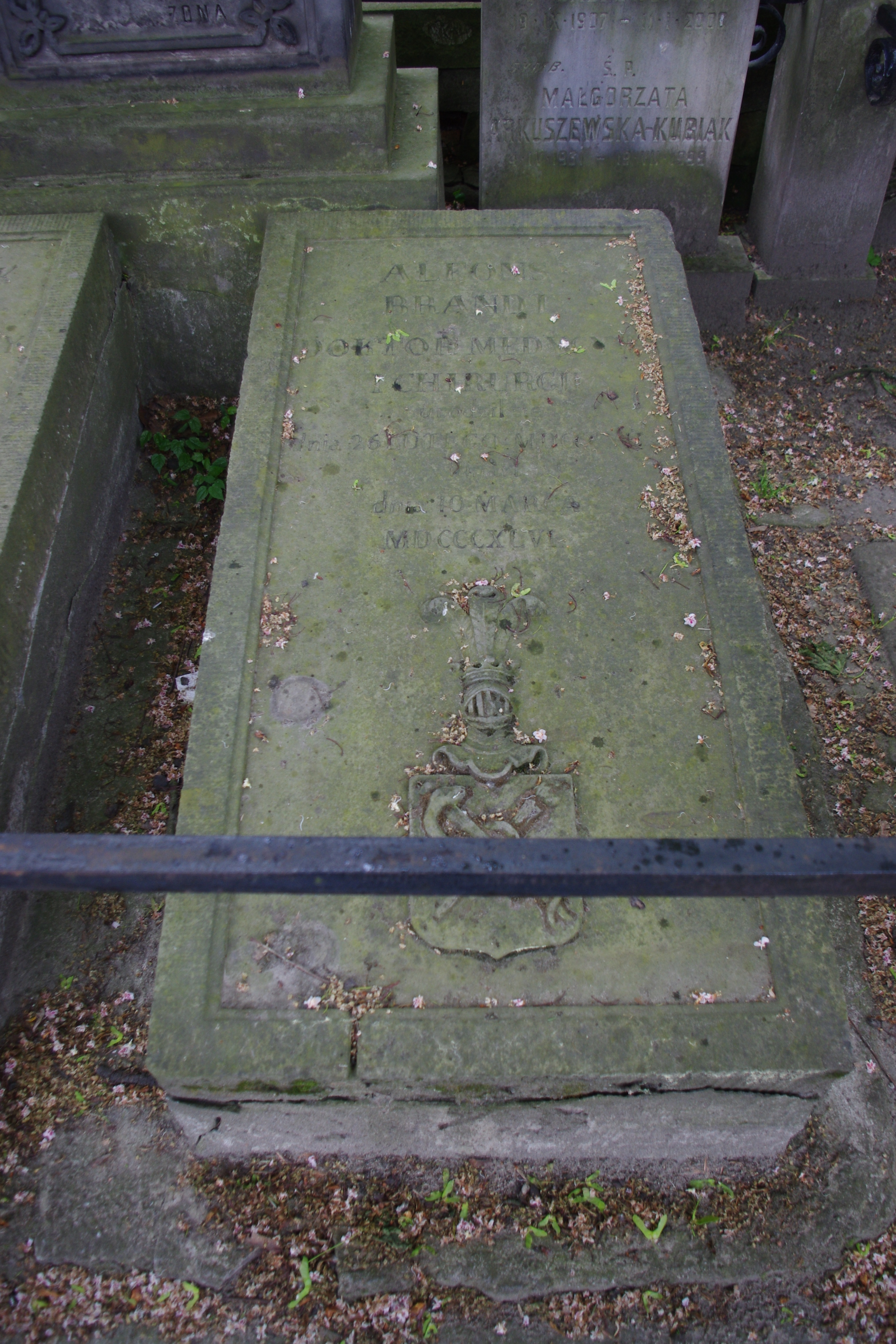
Grób lekarza Franciszka Brandta na Starych Powązkach w Warszawie

W 1824 dostał dziedziczne szlachectwo i herb Przysługa. Był członkiem Towarzystwa Przyjaciół Nauk i działał w Towarzystwie Dobroczynności. Został odznaczony Orderem św. Stanisława III klasy.
Jego żoną była Maria z domu Spaeth z którą miał syna Jana Alfonsa również lekarza.

## Twórczość
- Dissertatio inaug. med. de partium genitalium foeminarum haemorrhagiis, Halla 1804[4] .
- Nauka o muszkułach, przełożona z niemieckiego, Warszawa 1810.
- Osteologija i Syndesmnologija, Warszawa 1814.
- Splanchnologija, Warszawa 1815.
- Angiologija i Newrologija, Warszawa 1816.
- O kołtunie, w Pamięt. lek. warsz. 1830, t. II 433.